# Rezervația naturală Hohes Venn-Eifel

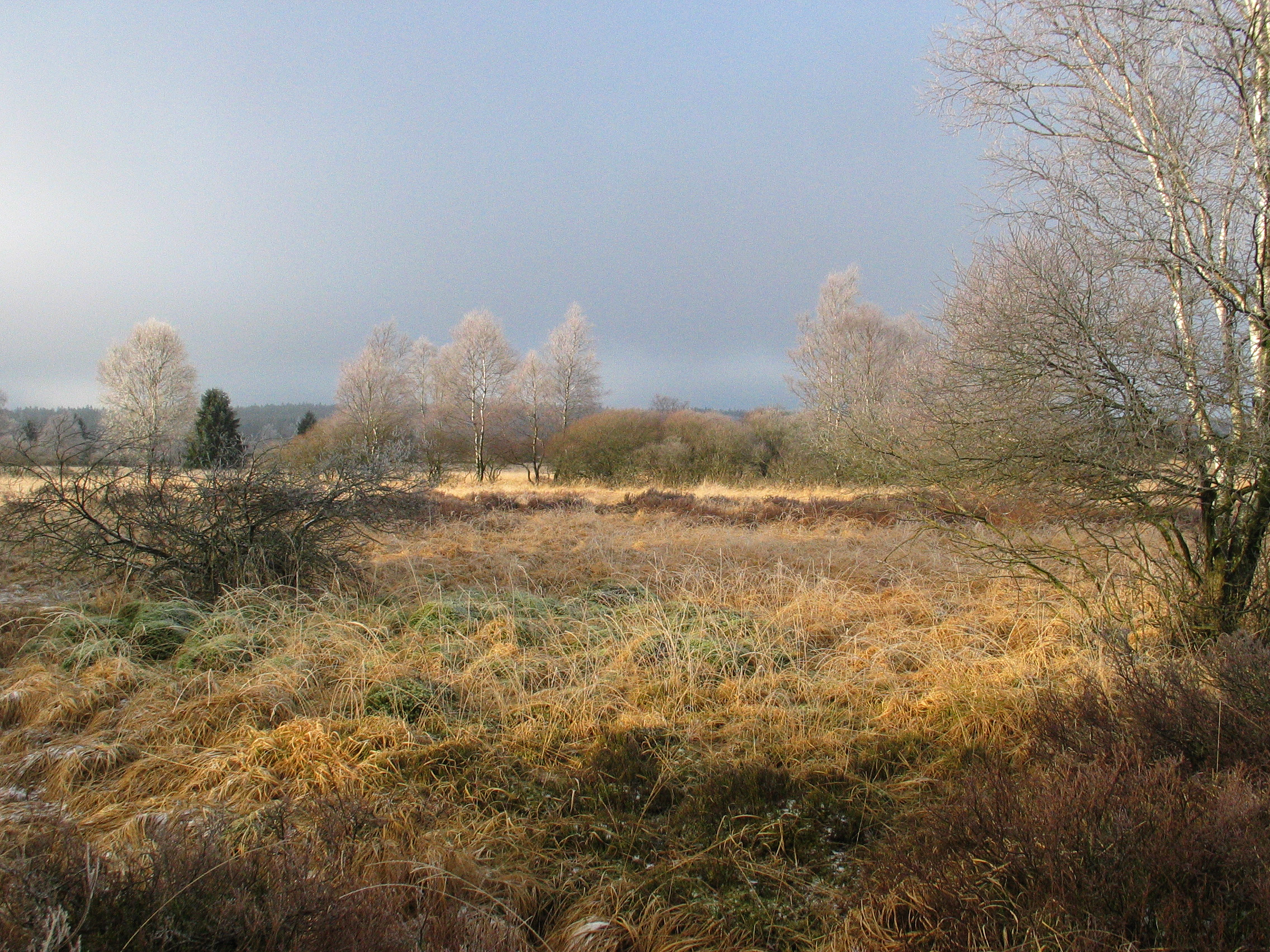
Peisaj din Hohes Venn

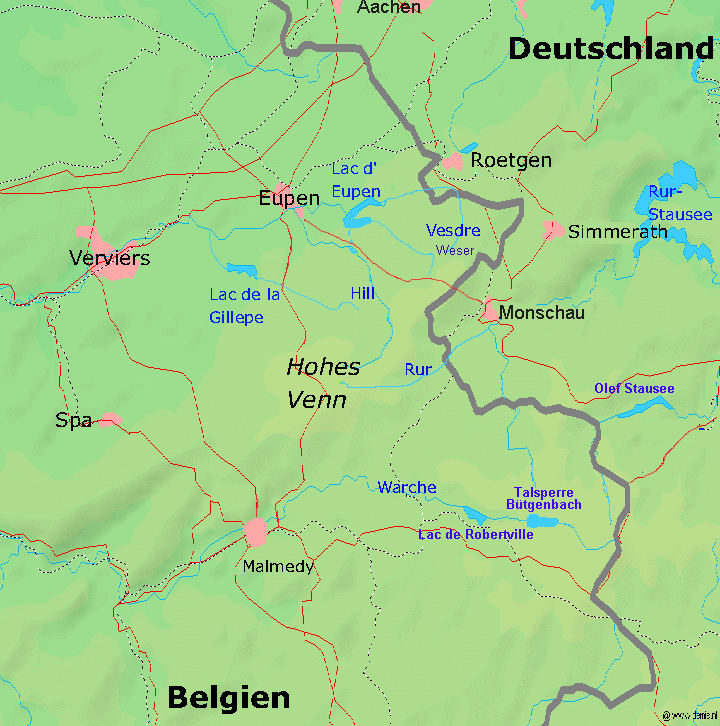
Harta Hohes Venn

Rezervația naturală Hohes Venn-Eifel este situată în regiunea de graniță dintre Germania landul Nordrhein-Westfalen și Belgia provincia Liège. Parcul natural se întinde între localitățile Langerwehe și Eupen in nord, și Bad Münstereifel, Prüm și Sankt Vith în sud, pe o suprafață de 2485 km². Rezervația cuprinde șase regiuni „Rureifel” (Regiunea Eifel de pe valea Rurului), „Hocheifel” (Eifelul înalt), „Kalkeifel” (Eifelul calcaros), „Ourtal” (Valea Ourului), „Vennvorland” (Dealurile Vennului) și Hohe Venn (Vennul Inalt) o regiune înaltă mlăștinoasă care a luat naștere în urmă cu 7500 de ani în ultima perioadă de glaciațiune.
Denumirea geografică de „Nordeifel” (Eifelul de Nord) cuprinde de fapt numai regiunea Eifel dintre, „Zitterwald” (Pădurea Zitter altitudinea de 500 - 700 m deasupra n.m.) în sud și Aachen în nord,  Bad Münstereifel în est și Rureifel până la granița belgiană în vest.

## Istoric
„Rezervația Nordeifel” a fost înființată în anul 1960 de Hubert Schmitt-Degenhardt pe atunci președintele districtului Aachen și Günter Schumacher primarul din Schleiden, rezervație care va fi unită în anul 1971 cu teritoriul belgian „Parc Naturel Hautes Fagnes” luînd astfel naștere „Rezervația naturală Hohes Venn-Eifel”. Până în anul 2004 regiunea Barajul Schwammenauel era loc de exercițiu pentru trupele belgiene, iar din 2006 zona a fost alipită de Parcul național Eifel.